# Euroland (winkelketen)
Euroland was een Nederlandse winkelketen met 23 winkels in Nederland.
Het winkelconcern werd in 1997 opgericht onder de naam 2.50 Shop en in 2001 werd het vergelijkbare Knaakland overgenomen. Deze naam was bedoeld om aan te geven dat de producten de vaste prijs van een rijksdaalder hadden ('knaak' was een bijnaam van de rijksdaalder). Amper een jaar later werd de euro echter ingevoerd, waardoor ook de filialen een naamsverandering ondergingen. Sindsdien heette de winkelketen dan ook Euroland.
Euroland verkocht cosmetica, snoepgoed, huishoudelijke artikelen, kantoorartikelen en elektronica. 
De winkelketen werd eind januari 2017 failliet verklaard, waarna een doorstart werd afgeblazen. Moederbedrijf BoekEnVoordeel bouwde acht winkels om naar de BoekEnVoordeel-formule.